# 嘉諾撒仁愛女修會
嘉諾撒仁愛女修會（Canossian Daughters of Charity）源於意大利，是瑪大肋納嘉諾撒創辦的一個天主教女修會。

## 香港

### 中學
- 嘉諾撒聖心書院（Sacred Heart Canossian College）（1860）
- 嘉諾撒聖方濟各書院（St. Francis' Canossian College）（1869）
- 嘉諾撒聖瑪利書院（St. Mary's Canossian College）（1900）
- 嘉諾撒書院（Canossa College）（1959）
- 嘉諾撒聖家書院（Holy Family Canossian College）（1972）
- 嘉諾撒培德書院（Pui Tak Canossian College）（1975）

### 小學
- 嘉諾撒聖心學校（Sacred Heart Canossian School）（設津貼及私立部）（1860）
- 嘉諾撒聖方濟各學校（St. Francis' Canossian School）（1869）
- 嘉諾撒培德學校（Pui Tak Canossian Primary School）（1897）
- 嘉諾撒聖瑪利學校（St. Mary's Canossian School）（1900）
- 香港嘉諾撒學校（Canossa School (H.K.)）（1951）（男女校）
- 嘉諾撒聖家學校（Holy Family Canossian School（1954）
- 嘉諾撒聖家學校（九龍塘）（Holy Family Canossian School (Kowloon Tong)）（1954）
- 天神嘉諾撒學校（Holy Angels Canossian School）（1958）
- 嘉諾撒小學（Canossa Primary School）（1968）（男女校）
- 嘉諾撒小學（新蒲崗）（Canossa Primary School (San Po Kong)）（1968）（男女校）

### 幼稚園
- 嘉諾撒聖心幼稚園（Sacred Heart Canossian Kindergarten）

### 專業學校
- 嘉諾撒聖心商學書院（Sacred Heart Cannossian College of Commerce）（1905年—2014年9月）

### 醫院
- 嘉諾撒醫院（Canossa Hospital）：1929年創立，自1991年起轉由香港明愛管轄，英文名稱則改為Canossa Hospital (Caritas)。

## 澳門

### 學校
- 嘉諾撒聖心中學
- 嘉諾撒聖心英文中學

## 外部連結
- 嘉諾撒仁愛女修會（页面存档备份，存于）（港澳區）